# Saint-Pierre-de-Genebroz
Saint-Pierre-de-Genebroz è un comune francese di 337 abitanti situato nel dipartimento della Savoia della regione dell'Alvernia-Rodano-Alpi.

## Società

### Evoluzione demografica
Abitanti censiti